# Sminthurides signatus
Sminthurides signatus är en urinsektsart som först beskrevs av Krausbauer 1898.  Sminthurides signatus ingår i släktet Sminthurides, och familjen Sminthurididae. Arten är reproducerande i Sverige.